# Amezketa
Amezketa (spanisch Amézqueta) ist ein Ort und eine Gemeinde (Municipio) in der Provinz Gipuzkoa im spanischen Baskenland. Sie hat 941 Einwohner (Stand: 2024).

## Geografie
Amezketa liegt etwa 28 Kilometer südsüdwestlich von der Provinzhauptstadt Donostia-San Sebastián in einer Höhe von ca. 215 m. 

## Bevölkerungsentwicklung
| 1900 | 1950 | 1970 | 1981 | 1991 | 2001 | 2011 | 2021 |
| ---- | ---- | ---- | ---- | ---- | ---- | ---- | ---- |
| 1193 | 1293 | 1307 | 1138 | 1040 | 994  | 970  | 945  |

## Sehenswürdigkeiten
- Bartholomäuskirche (Iglesia de San Bartolomé)
- Martinskapelle
- Rathaus

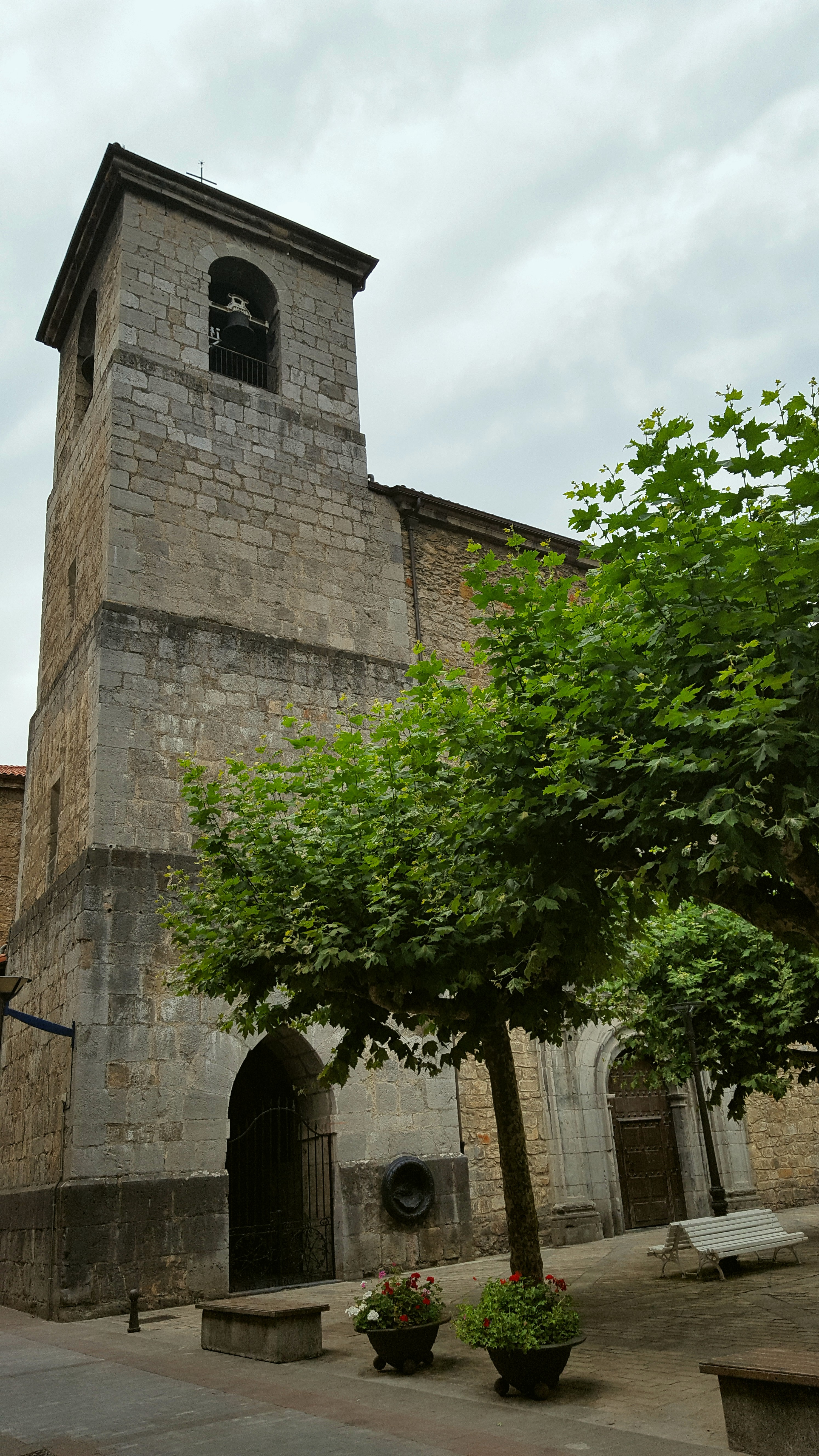
Johannes-der-Täufer-Kirche
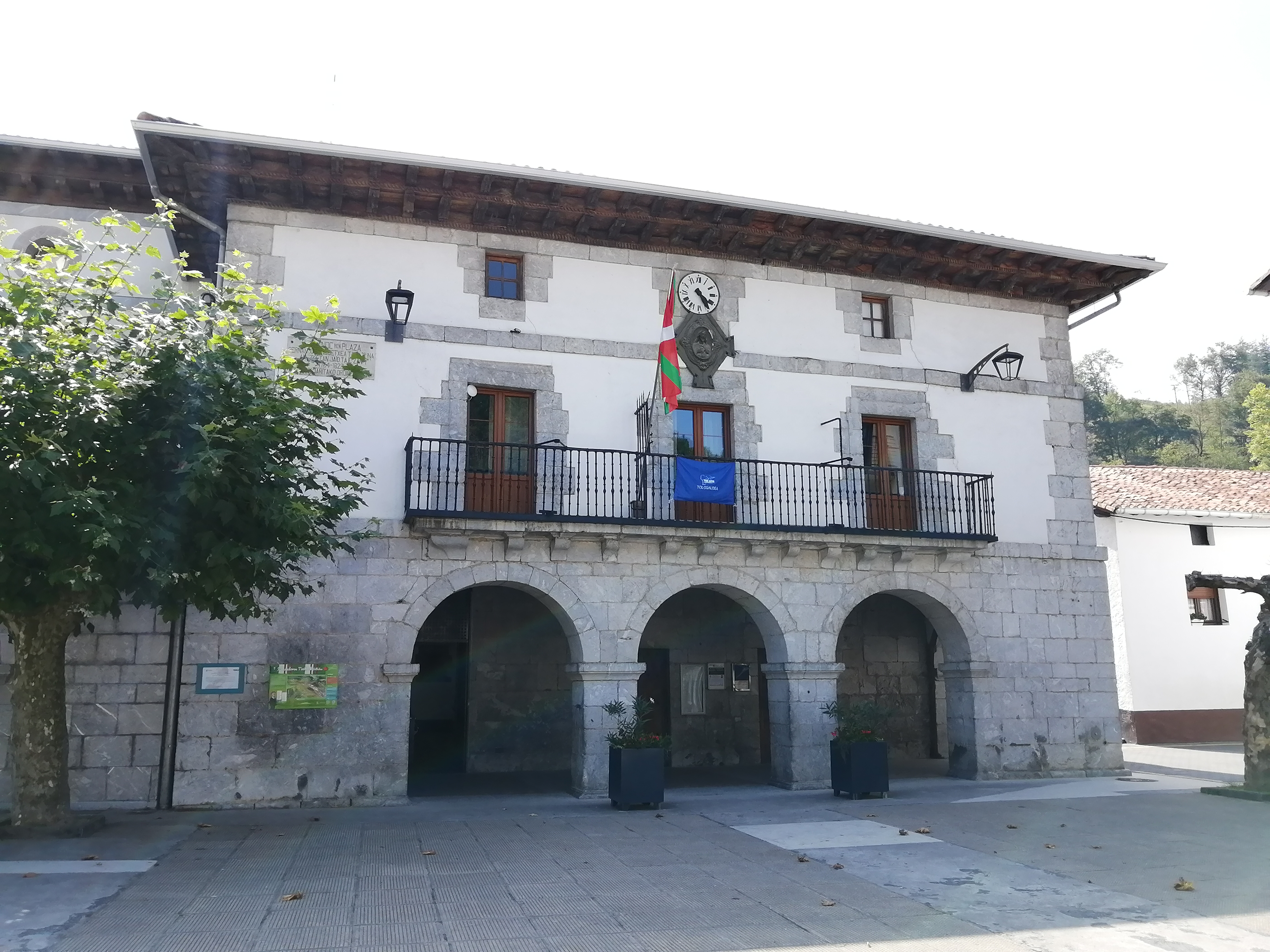
Rathaus